# Ralph Chaplin
Ralph Hosea Chaplin (1887-1961) se convirtió en un activista del movimiento obrero de los Estados Unidos a la edad temprana de 7 años, cuando vio a un obrero asesinado a balazos durante la huelga Pullman en Chicago, Illinois. Se trasladó con su familia desde el condado de Ames a Chicago en 1893. Durante un tiempo en México se vio influenciado por escuchar de los pelotones de ejecución establecidos por Porfirio Díaz, y comenzó a apoyar a Emiliano Zapata. Cuando retornó, comenzó a trabajar en varios sindicatos, con una paga muy exigua. Muchos de los primeros trabajos de arte de Chaplin fueron hechos para el International Socialist Review y otras publicaciones de Charles H. Kerr.

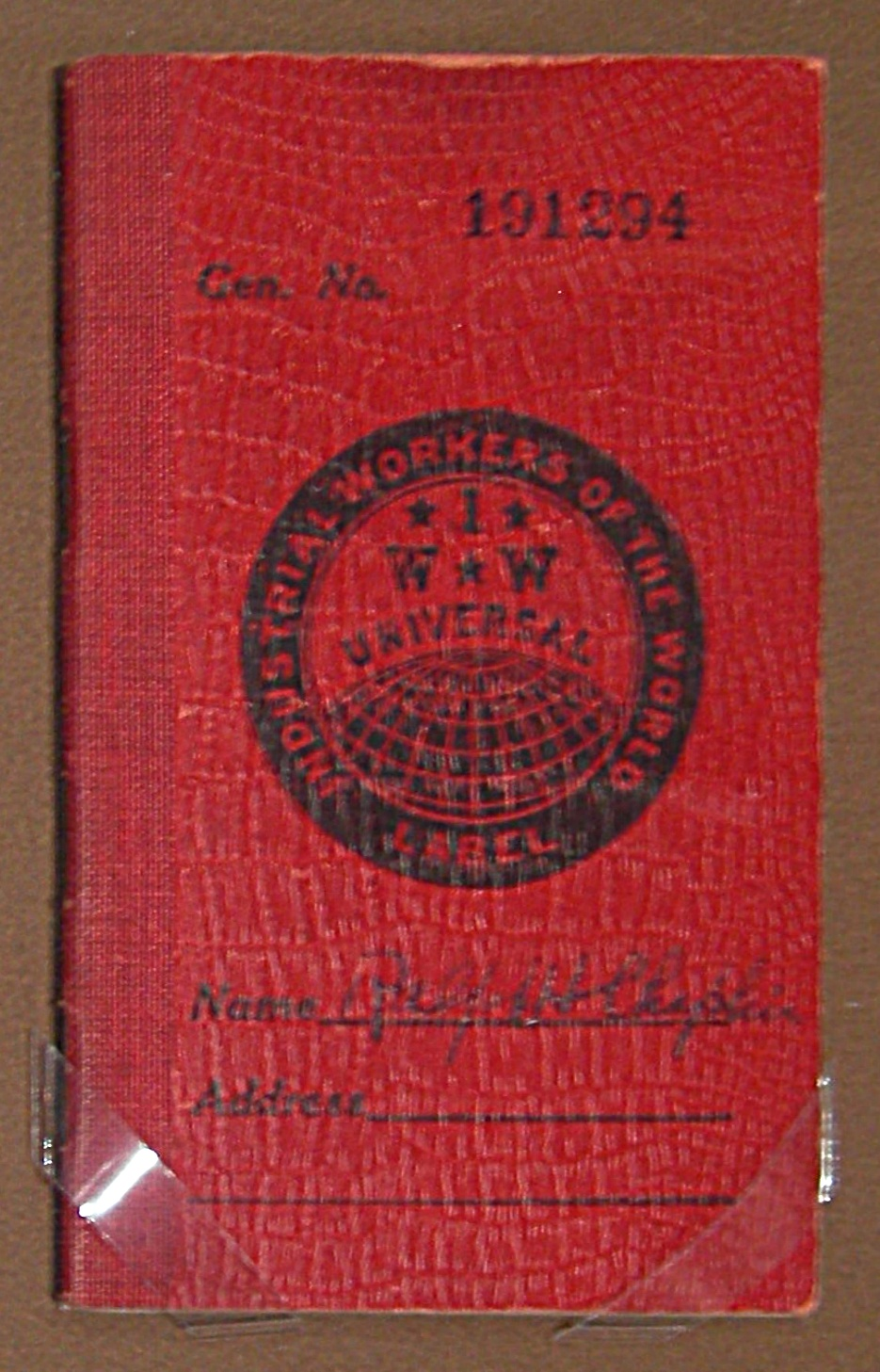
Libreta de afiliado de Chaplin.

Por dos años trabajó en el comité de huelga con Mary Harris Jones de la sangrienta huelga de los mineros del carbón del condado de Kanawha, Virginia Occidental en 1912-13. Estas influencias lo llevaron a escribir unos poemas inspirados en el trabajo, uno de los cuales se convirtió en la letra del himno de la organización, "Solidarity Forever".
Chaplin se convirtió en miembro activo de la Industrial Workers of the World y fue el editor de su publicación Solidarity. En 1917 Chaplin y unos otros 100 wobblies fueron rodeados, detenidos y encarcelados bajo el Espionage Act por conspiración para desalentar la conscripción militar y alentar la deserción. Cumplió 4 años de una sentencia a 20.
Aunque continuó trabajando por los derechos laborales luego de su liberación, se sintió muy desilusionado con el desarrollo de la Revolución Rusa de 1917.
Tampoco se sintió conforme con las consecuencias del New Deal de Franklin D. Roosevelt. Chaplin mantuvo su compromiso con la I.W.W., trabajando en Chicago como editor de su periódico, el Industrial Worker, desde 1932 hasta 1936. 
También se estableció en Tacoma, Washington, donde editó la publicación local. De 1949 hasta su muerte fue curador de los manuscritos de la Washington State Historical Society.
Chaplin fue el diseñador de la imagen profusamente utilizada por los anarcosindicalistas, del gato negro en rebelión. Símbolo de las huelgas y el sindicalismo revolucionario.